# John Ryan (homme politique irlandais)
Pour les articles homonymes, voir John Ryan et Ryan.
John Joseph Ryan (17 juin 1927 - 3 avril 2014) est un homme politique du Parti travailliste irlandais de Nenagh, dans le comté de Tipperary.

## Biographie
Il est élu au Dáil Éireann aux élections générales de 1973 comme député pour la circonscription de Tipperary Nord. Il est réélu à chaque élection générale ultérieure jusqu'à ce qu'il perde son siège aux élections générales de 1987.
Il est élu au Panel industriel et commercial du 19e Seanad en 1989. Aux élections générales de 1992, il regagne son siège au Dáil à Tipperary North. Il prend sa retraite aux élections générales de 1997. Il est Leas-Cheann Comhairle (vice-président) du Dáil de 1982 à 1987. Il est décédé en 2014 à l'âge de 86 ans.